# Уэверли (Суррей)
Уэверли (англ. Waverley) — неметрополитенский район (англ. non-metropolitan district) со статусом боро в графстве Суррей (Англия). Административный центр — город Годалминг.

## География
Район расположен в юго-западной части графства Суррей, граничит с графствами Гэмпшир и Западный Суссекс.

## История
Район образован 1 апреля 1974 года в результате объединения боро Годалминг, городских районов (англ. Urban district) Фарнем, Хаслмир и сельского района (англ. Rural District) Хамблдон.

## Состав
В состав района входят 3 города:
- Годалминг
- Фарнем
- Хейзлмир

и 18 общин (англ. civil parish).